# بوب بيري (لاعب هوكي الجليد)
بوب بيري هو لاعب هوكي الجليد كندي، ولد في 29 نوفمبر 1943 في مونتريال في كندا.

## وصلات خارجية
- بوب بيري على موقع دوري الهوكي الوطني (الإنجليزية)
- بوب بيري على موقع قاعة مشاهير الهوكي (لاعب أن.إتش.أل) (الإنجليزية)
- بوب بيري على موقع EliteProspects.com (الإنجليزية)
- بوب بيري على موقع HockeyDB.com (الإنجليزية)
- بوب بيري على موقع Hockey-Reference.com (الإنجليزية)